# REG1A
REG1A (англ. Regenerating family member 1 alpha) – білок, який кодується однойменним геном, розташованим у людей на короткому плечі 2-ї хромосоми.  Довжина поліпептидного ланцюга білка становить 166 амінокислот, а молекулярна маса — 18 731.
| 10         |  | 20         |  | 30         |  | 40         |  | 50         |
| ---------- |  | ---------- |  | ---------- |  | ---------- |  | ---------- |
| MAQTSSYFML |  | ISCLMFLSQS |  | QGQEAQTELP |  | QARISCPEGT |  | NAYRSYCYYF |
| NEDRETWVDA |  | DLYCQNMNSG |  | NLVSVLTQAE |  | GAFVASLIKE |  | SGTDDFNVWI |
| GLHDPKKNRR |  | WHWSSGSLVS |  | YKSWGIGAPS |  | SVNPGYCVSL |  | TSSTGFQKWK |
| DVPCEDKFSF |  | VCKFKN     |  |            |  |            |  |            |

A: Аланін

C: Цистеїн

D: Аспарагінова кислота

E: Глутамінова кислота

F: Фенілаланін

G: Гліцин

H: Гістидин

I: Ізолейцин

K: Лізин

L: Лейцин

M: Метіонін

N: Аспарагін

P: Пролін

Q: Глутамін

R: Аргінін

S: Серин

T: Треонін

V: Валін

W: Триптофан

Білок має сайт для зв'язування з лектинами. 
Секретований назовні.